# Glenwood (Nuevo México)
Glenwood es un lugar designado por el censo ubicado en el condado de Catron en el estado estadounidense de Nuevo México. En el Censo de 2010 tenía una población de 143 habitantes y una densidad poblacional de 35,78 personas por km².

## Geografía
Glenwood se encuentra ubicado en las coordenadas 33°19′4″N 108°52′30″O / 33.31778, -108.87500. Según la Oficina del Censo de los Estados Unidos, Glenwood tiene una superficie total de 4 km², de la cual 3.98 km² corresponden a tierra firme y (0.45%) 0.02 km² es agua.

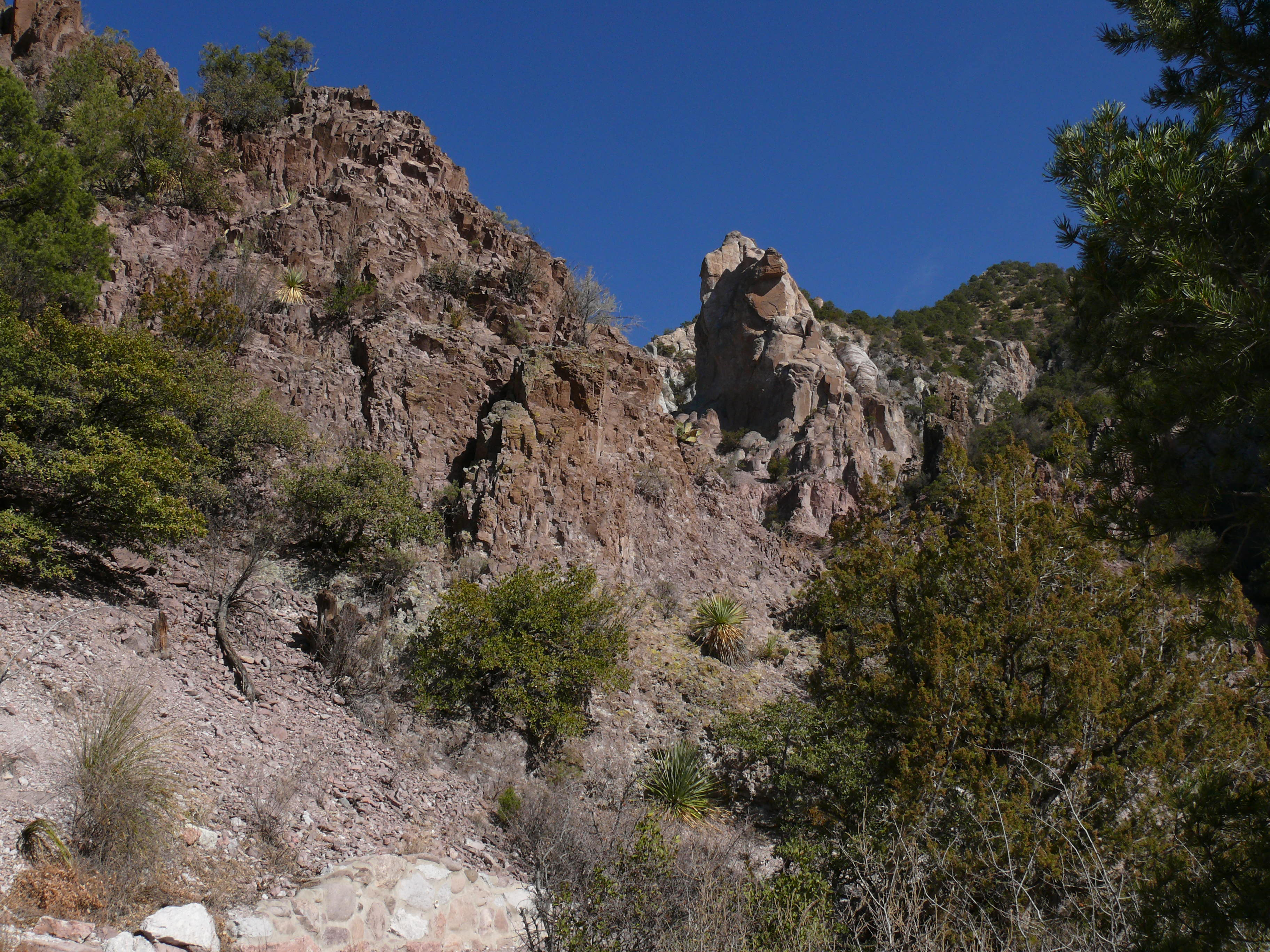
El "Catwalk"
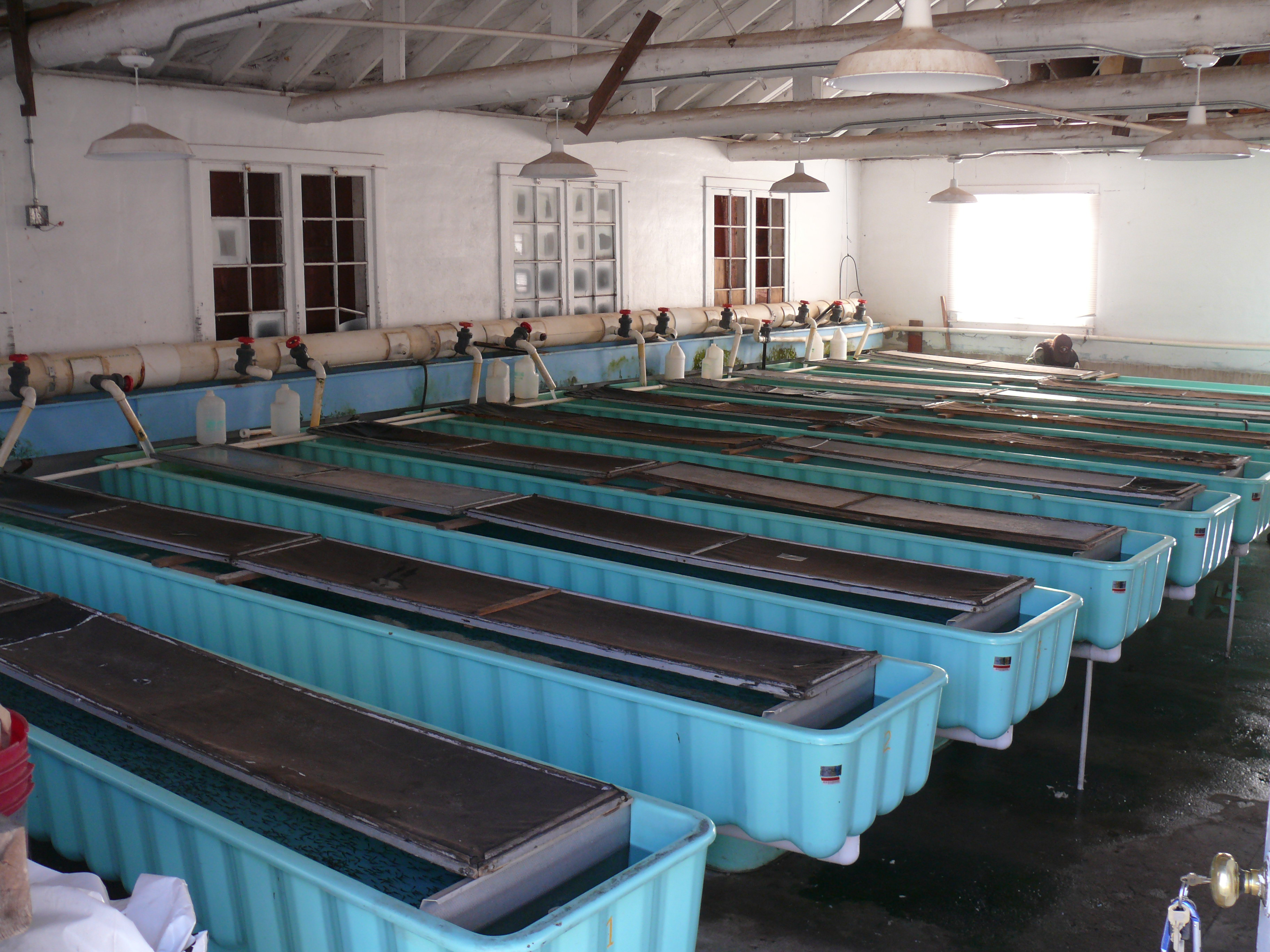
Criadero de peces
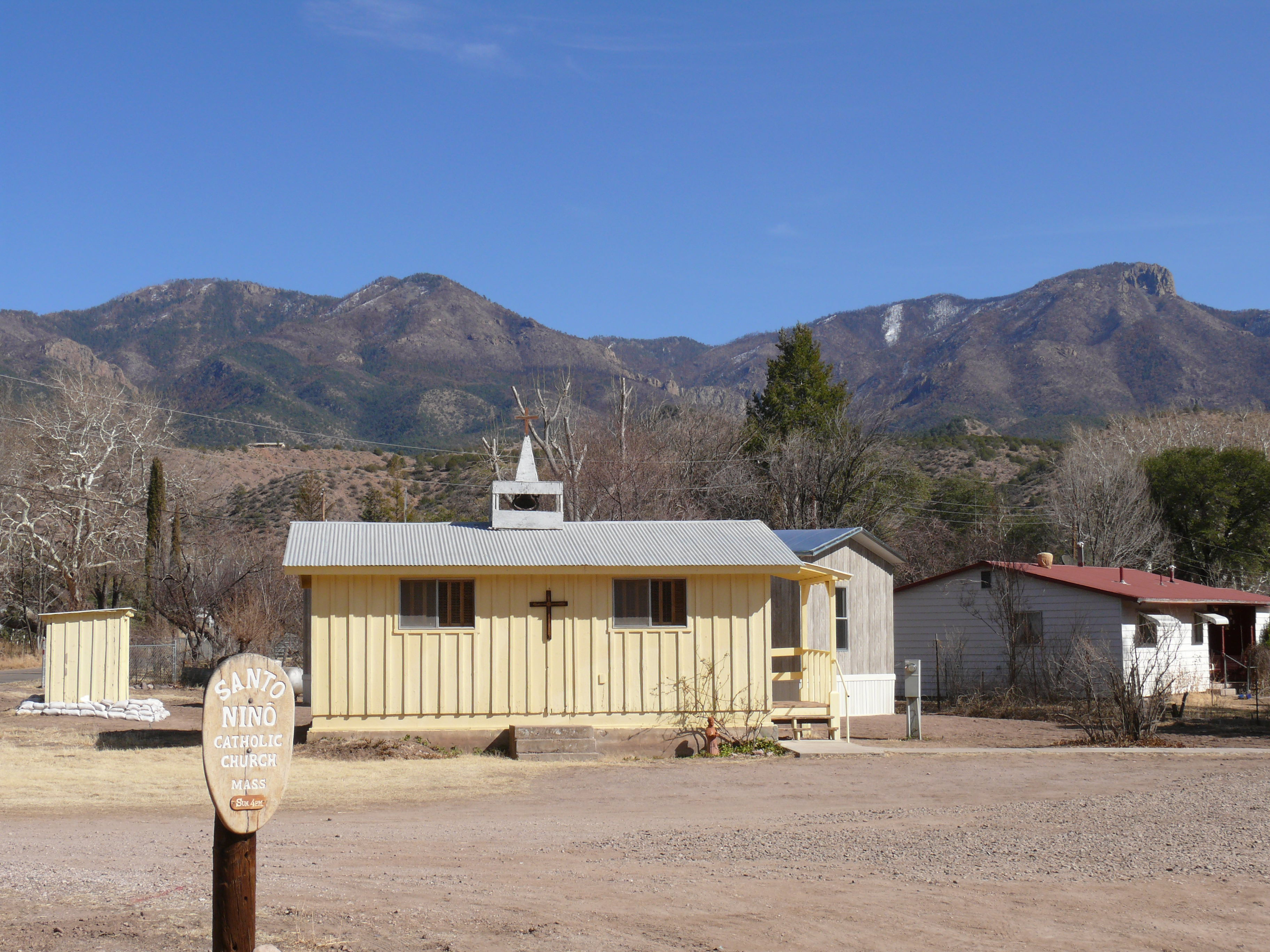
Iglesia Santo Niño

## Demografía
Según el censo de 2010, había 143 personas residiendo en Glenwood. La densidad de población era de 35,78 hab./km². De los 143 habitantes, Glenwood estaba compuesto por el 97.9% blancos, el 0% eran afroamericanos, el 0% eran amerindios, el 0% eran asiáticos, el 0% eran isleños del Pacífico, el 2.1% eran de otras razas y el 0% pertenecían a dos o más razas. Del total de la población el 9.79% eran hispanos o latinos de cualquier raza.